# 恋の予感 (アルバム)
『恋の予感』（こいのよかん、原題：Koi No Yokan）は、アメリカのオルタナティヴ・メタル・バンド、デフトーンズの7枚目のスタジオ・アルバム。2012年11月12日発売。
原題は日本語の「恋の予感」をローマ字表記したものとなっている。

## 概要
本作のプロデューサーも前作と同じニック・ラスクリネクスを迎え制作された。アルバムは全米11位を記録、現在まで18万枚を売り上げた。

## 収録曲
全曲デフトーンズによる作詞作曲
1. スワーヴ・シティ - "Swerve City" - 2:44
2. ロマンティック・ドリームズ - "Romantic Dreams" - 4:38
3. レザーズ - "Leathers" - 4:08
4. ポルターガイスト - "Poltergeist" - 3:31
5. エントゥームド - "Entombed" - 4:47
6. グラフィック・ネイチャー - "Graphic Nature" - 4:31
7. テンペスト - "Tempest" - 6:05
8. ガーゼ - "Gauze" - 4:30
9. ローズマリー - "Rosemary" - 6:53
10. グーン・スクワド - "Goon Squad" - 5:40
11. ホワト・ハップンド・トゥ・ユー - "What Happened to You?" - 3:53

## 参加ミュージシャン
- チノ・モレノ - ボーカル、リズムギター
- ステファン・カーペンター - リードギター
- セルジオ・ヴェガ - ベース
- エイブ・カニンガム - ドラムス
- フランク・デルガド - サンプリング、キーボード